# Йосипівка (Хмільницький район)
Йосипі́вка (в минулому — Юзефівка) — село в Україні, у Самгородоцькій громаді Хмільницького району Вінницької області. Населення становить 700 осіб.

## Історія
Станом на 1885 рік у колишньому власницькому селі Юзефівка Дубово-Махаринецької волості Бердичівського повіту Київської губернії мешкало 559 осіб, налічувалось 80 дворових господарств, існували православна церква, постоялий будинок, 3 водяних млини та винокурний завод.
За переписом 1897 року кількість мешканців зросла до 1046 осіб (504 чоловічої статі та 542 — жіночої), з яких 992 — православної віри.

## Відомі люди
- Гижа Олександр Романович — український прозаїк, священик Церкви Християн Віри Євангельської.
- Мельничук Руслана Русланівна — українська поетеса.
- Янчук Борис Васильович — письменник, перекладач.
- Янчук Олесь Борисович - письменник, літературознавець, заступник Одеського міського голови.

## Галерея

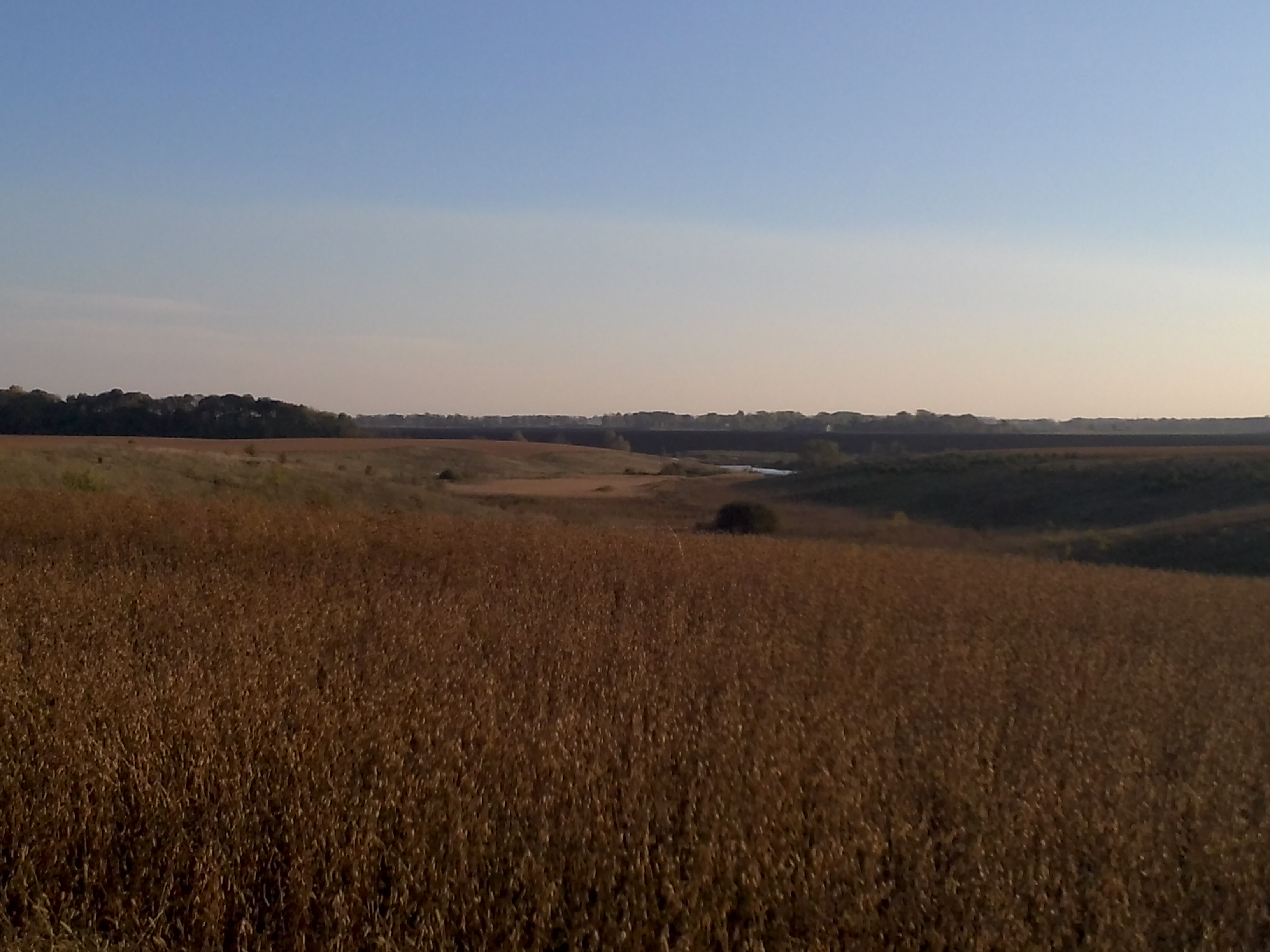
Краєвид неподалік села
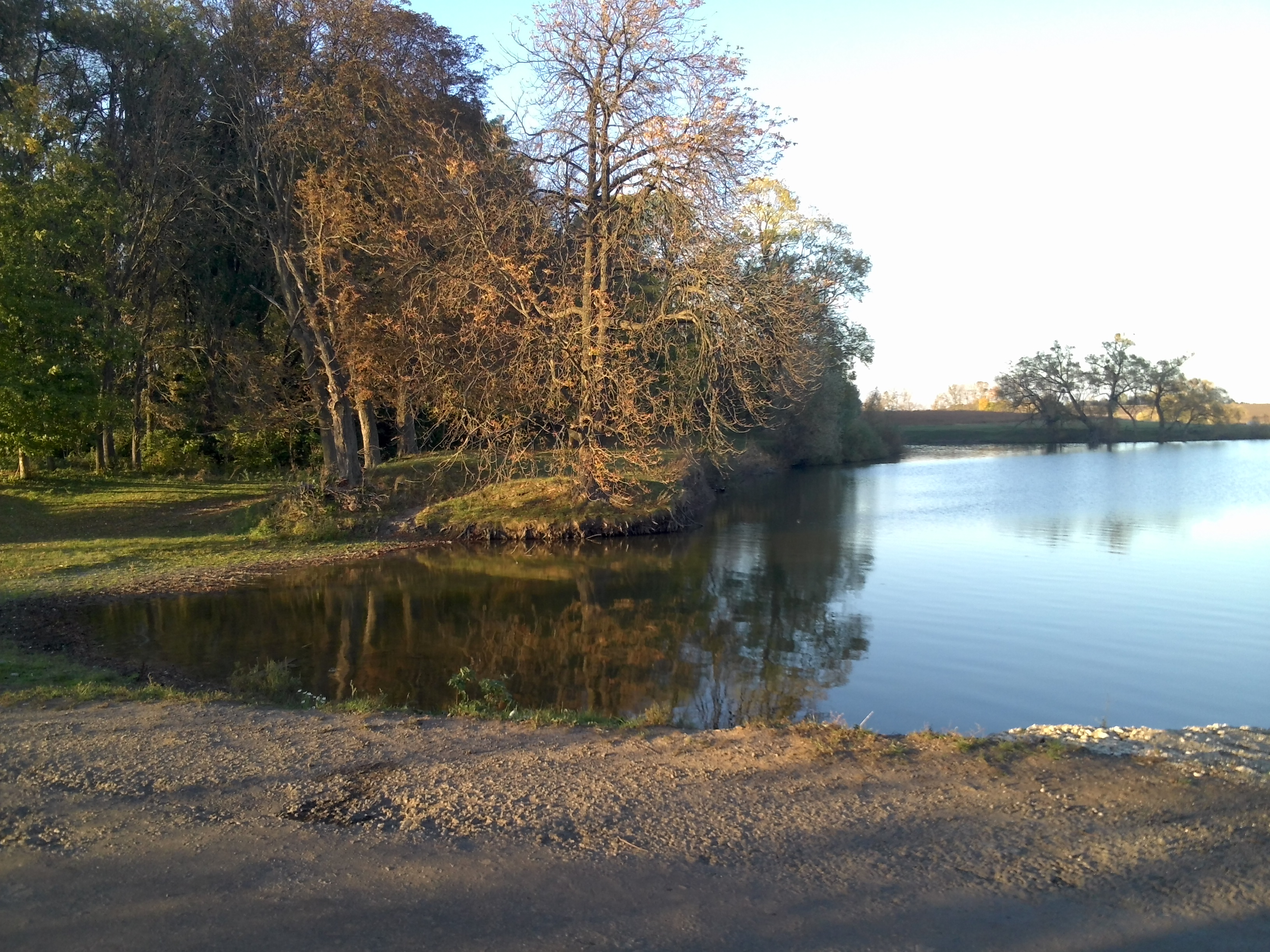
Ставок
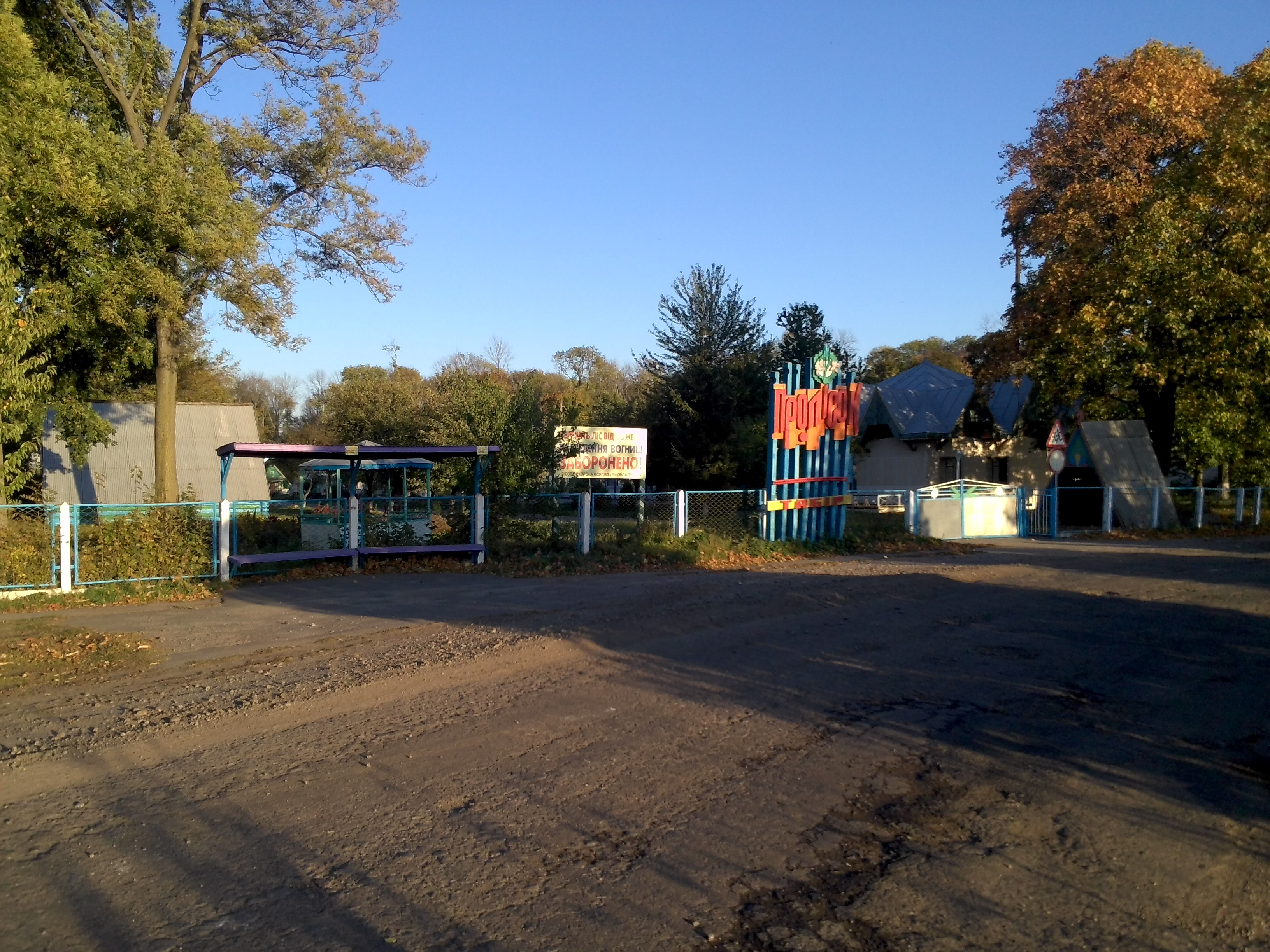
Табір «Пролісок»
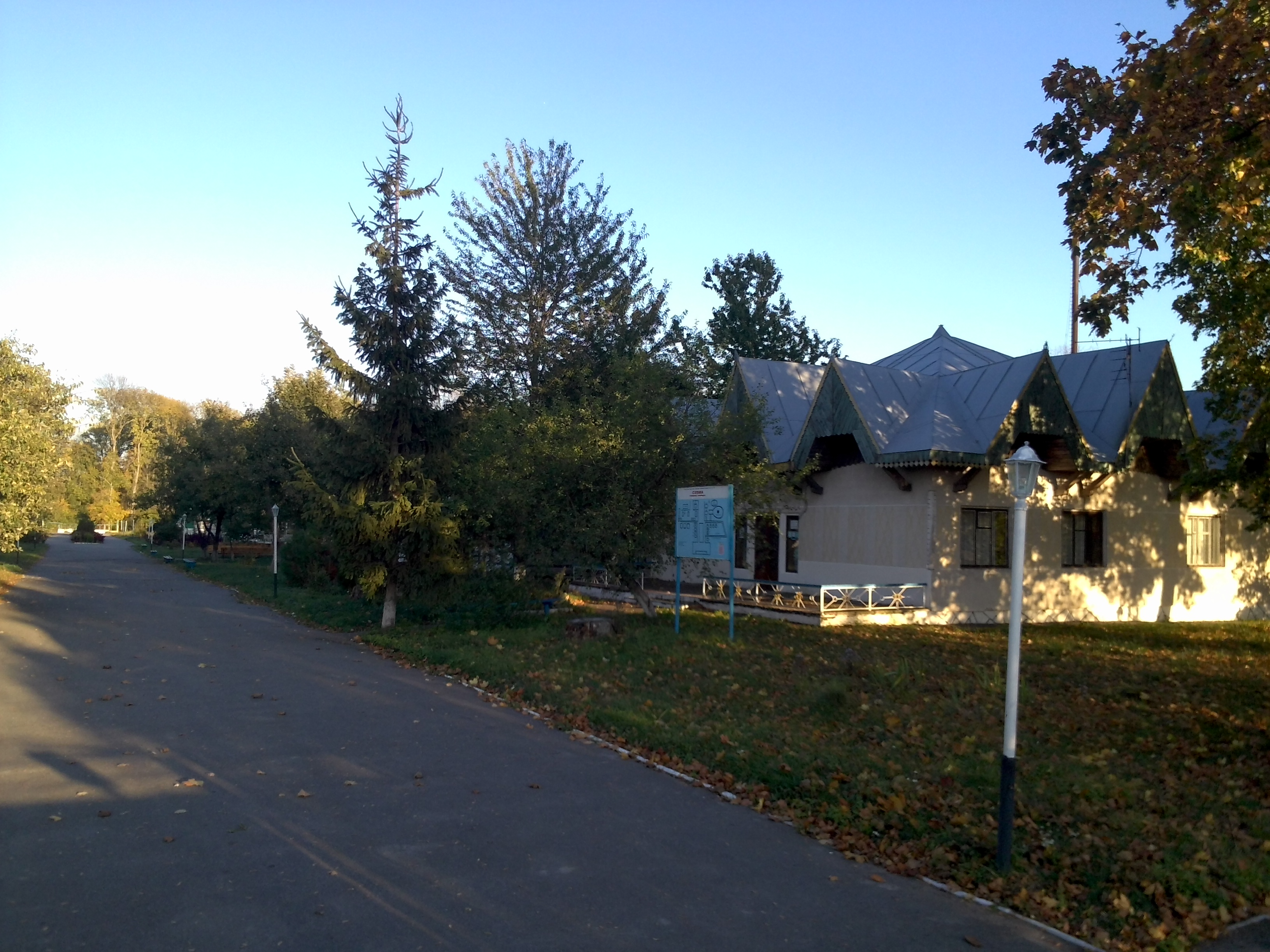
Територія табору «Пролісок»
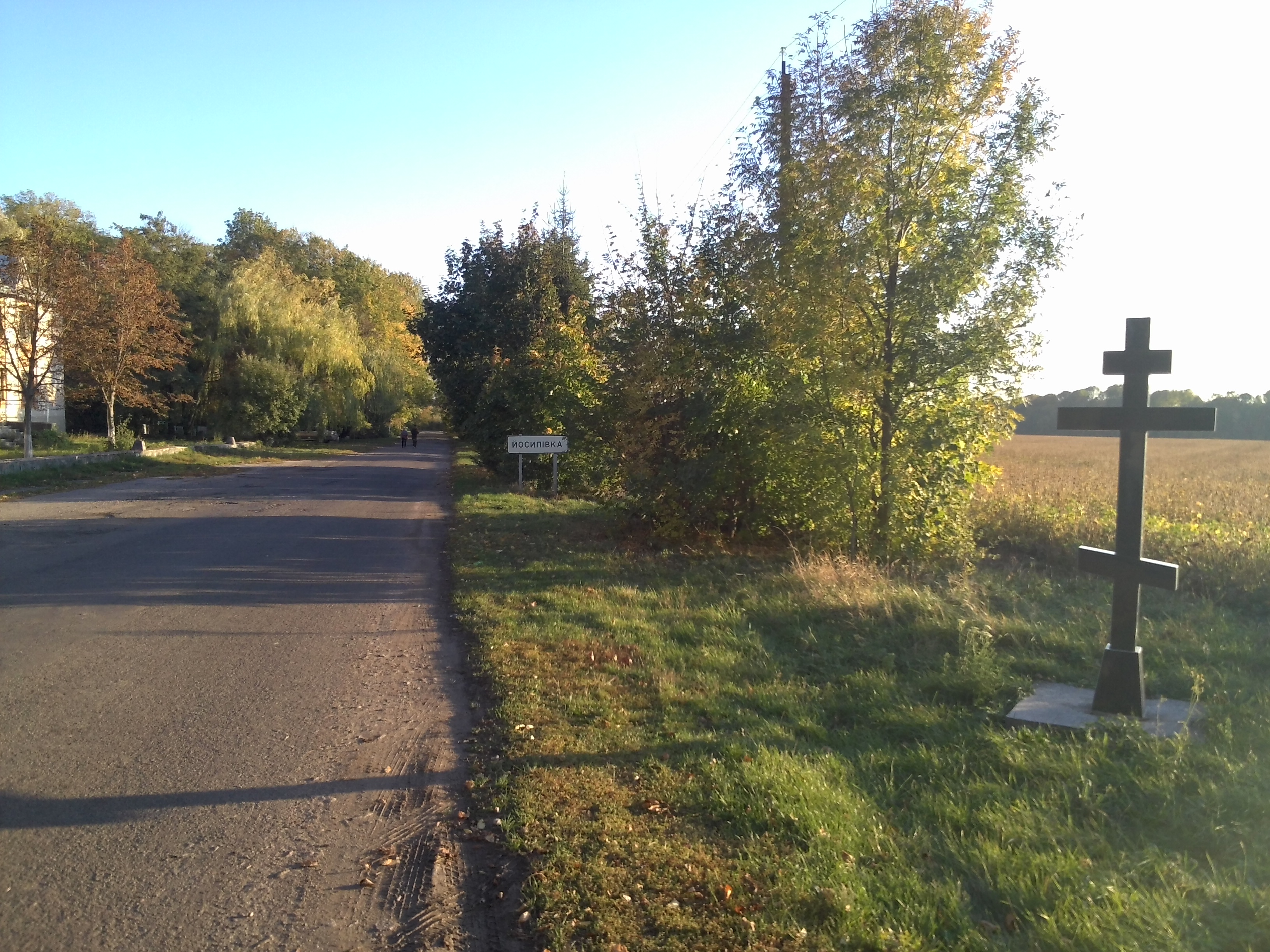
При в'їзді до села
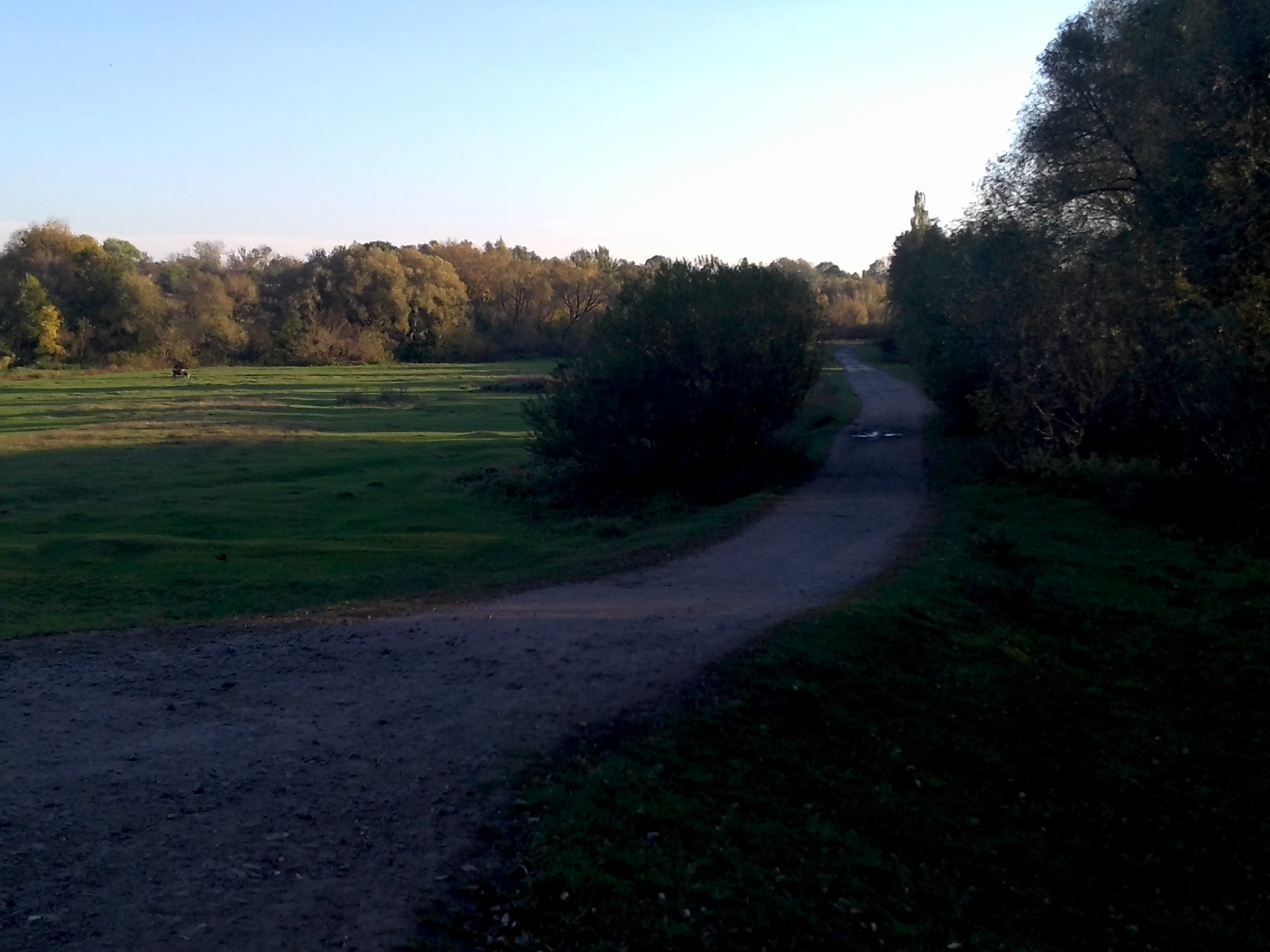
Дорога в селі
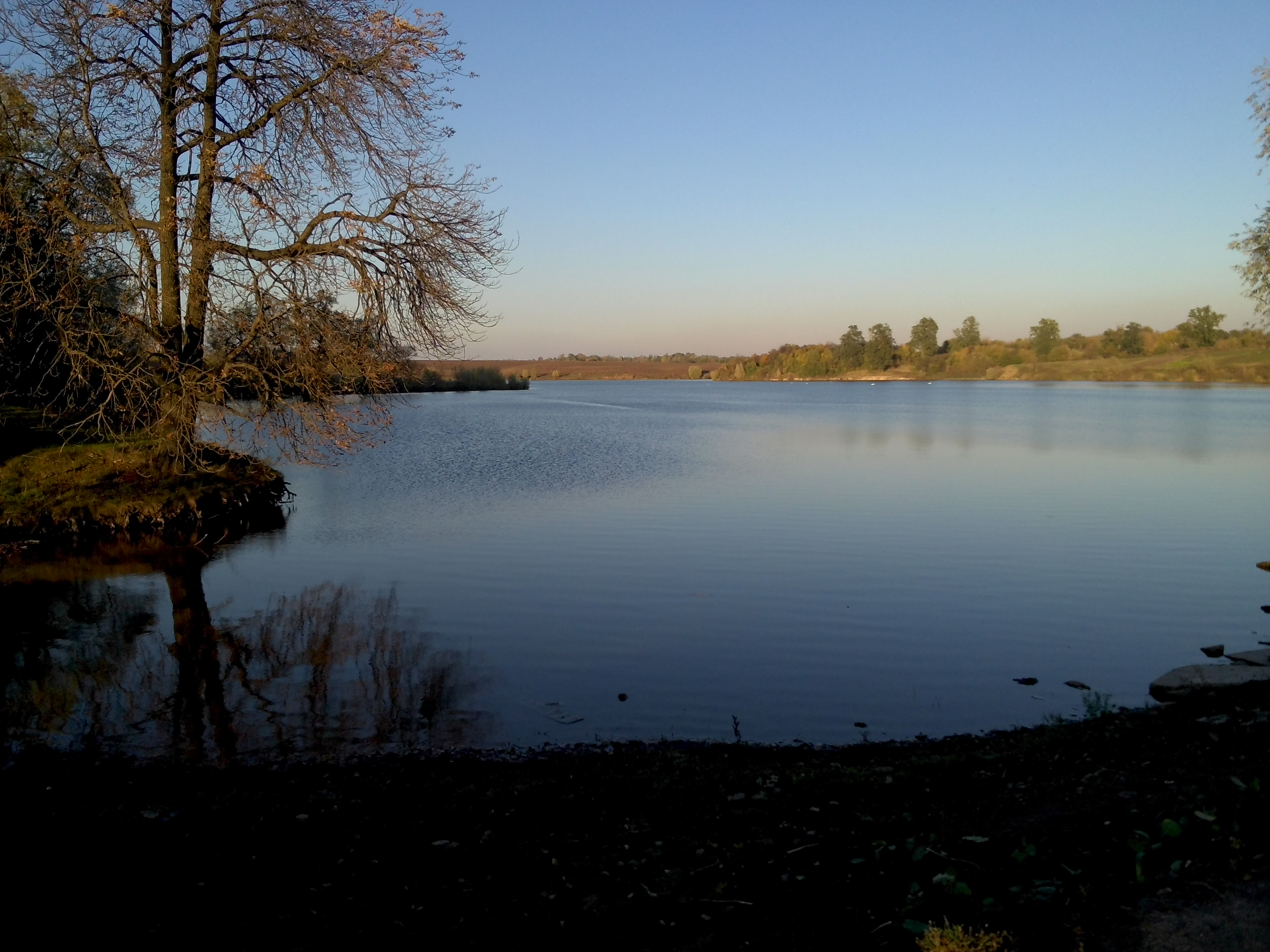
Ставок
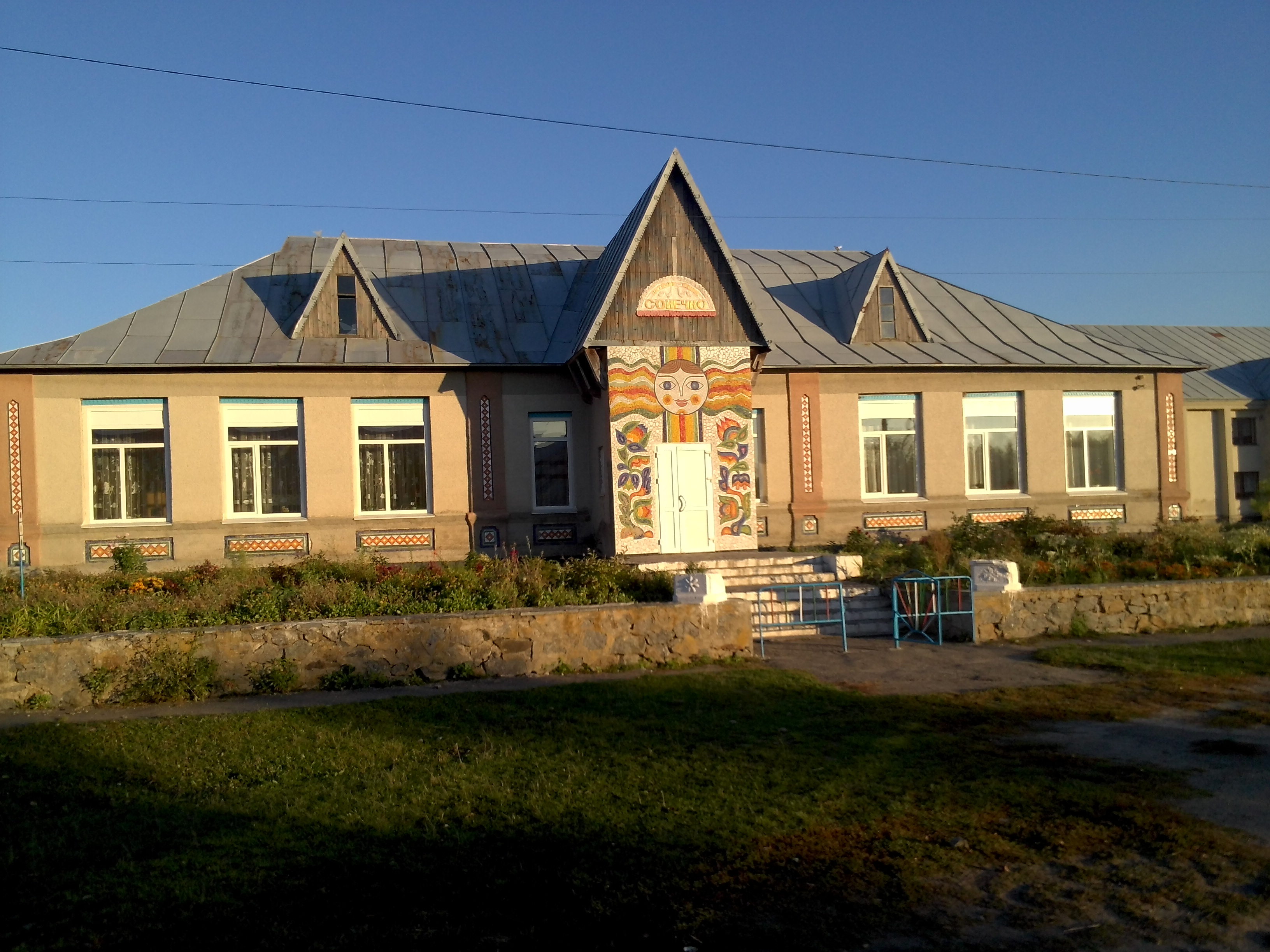
Дитячий садок
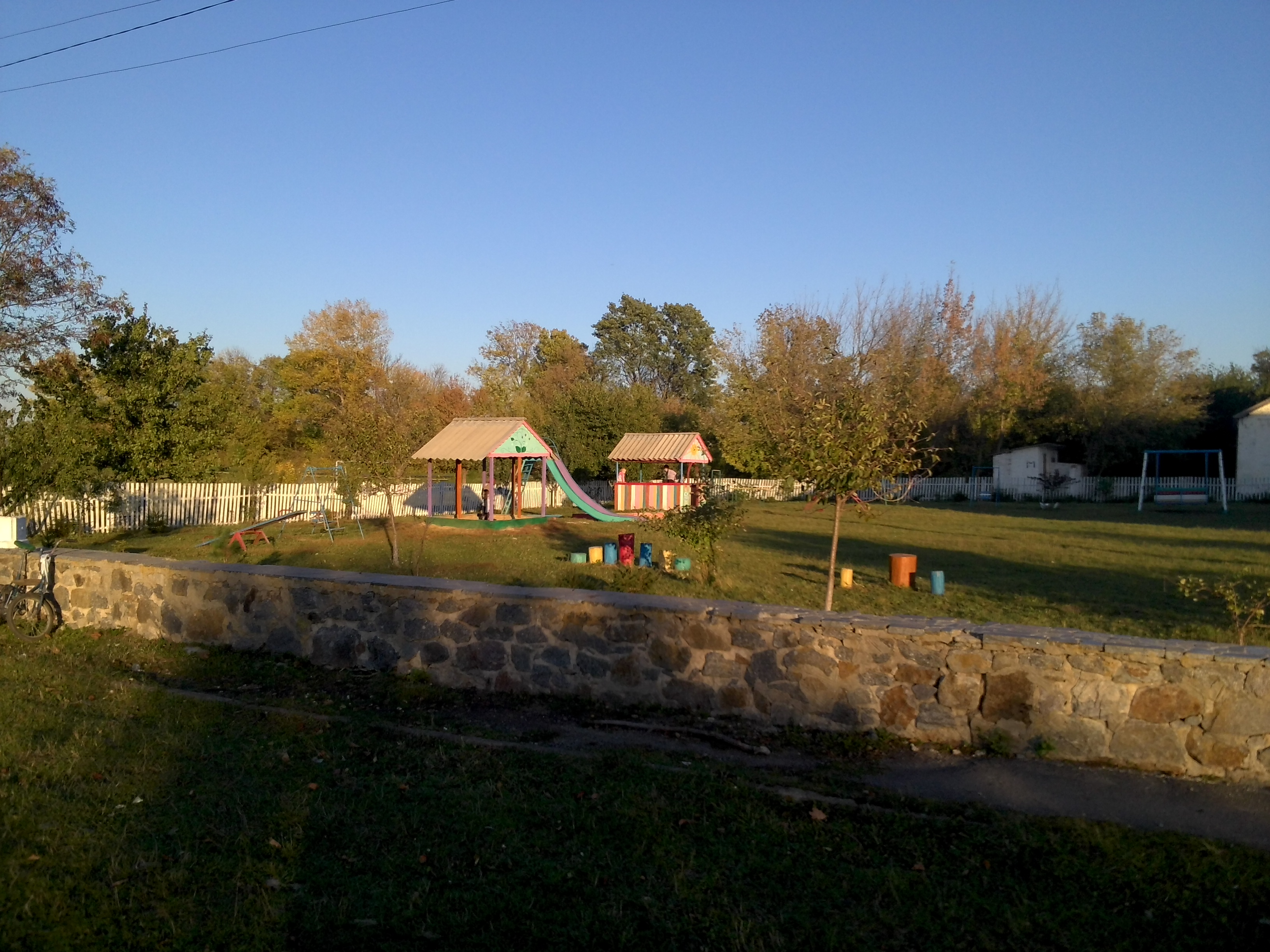
Дитячий майданчик
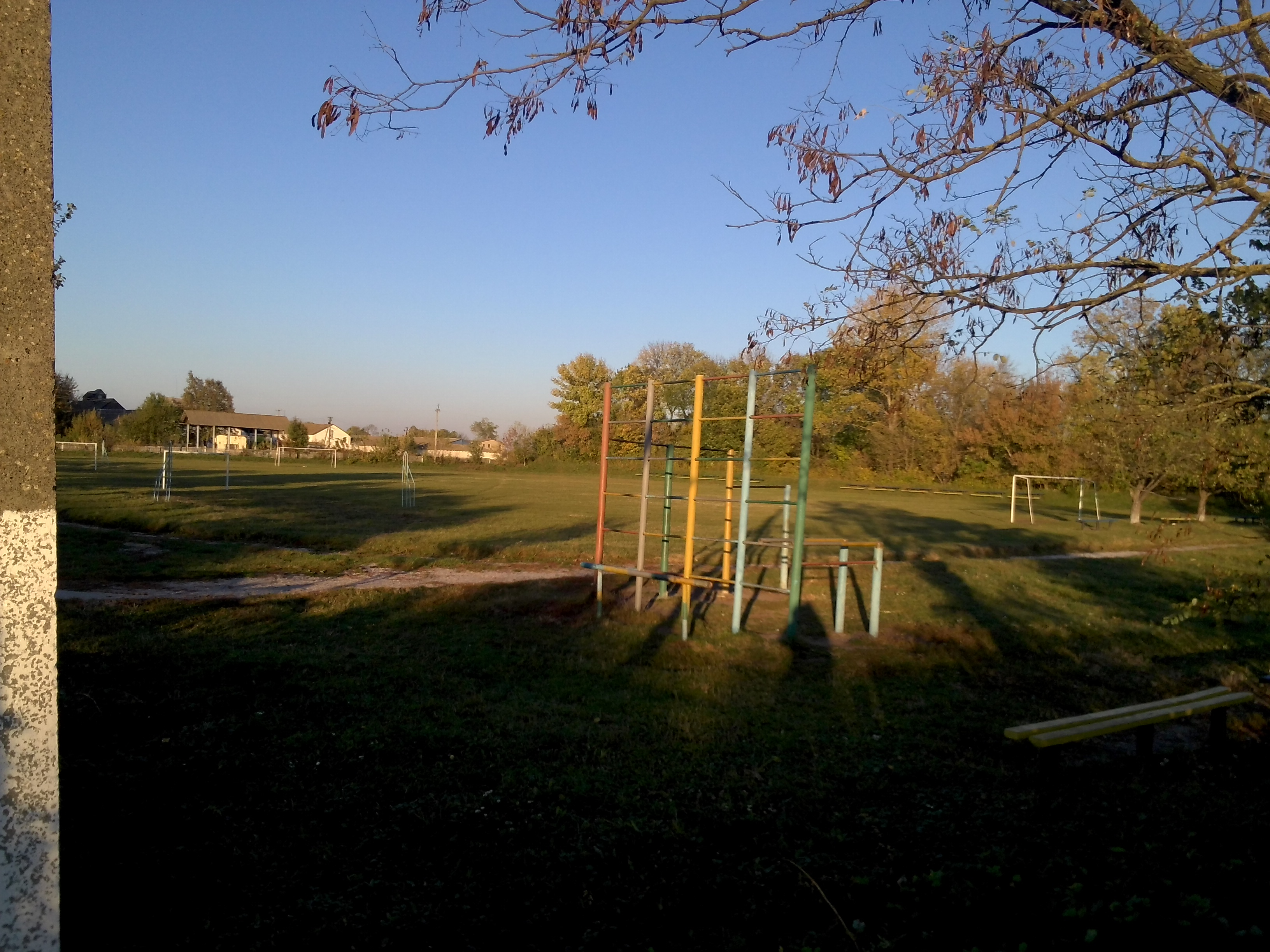
Стадіон
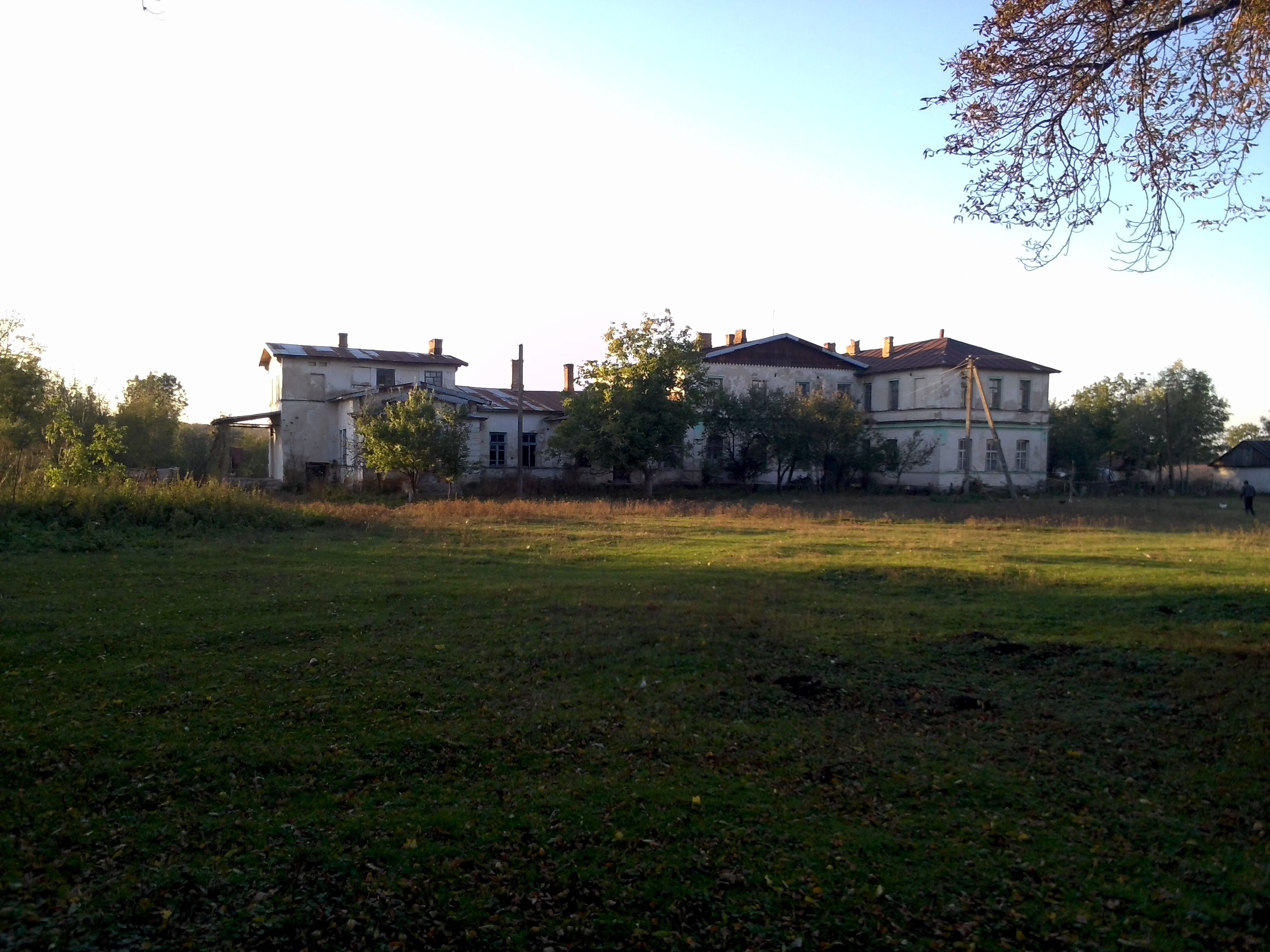
Колишня будівля палацу
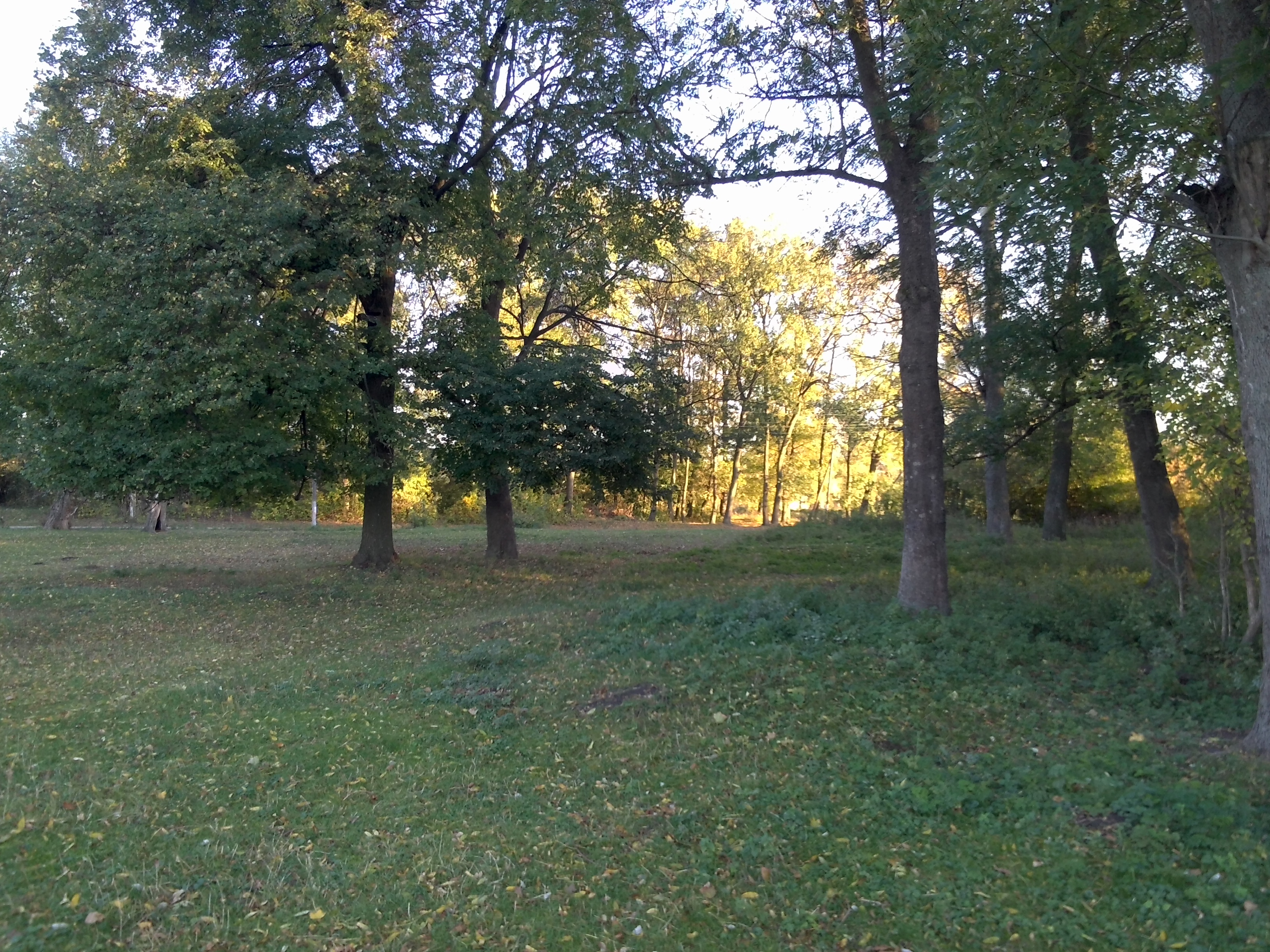
Парк
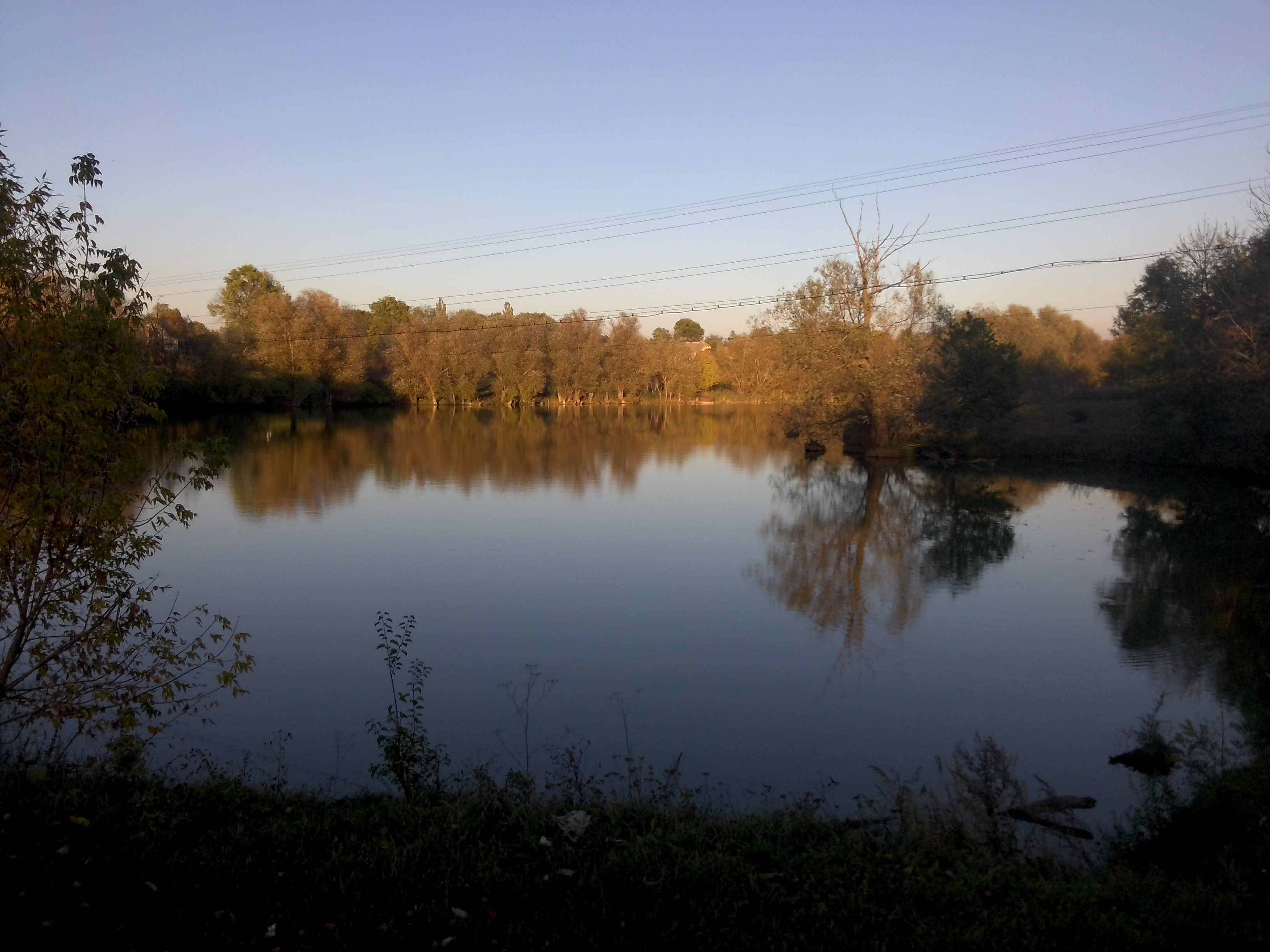
Ставок
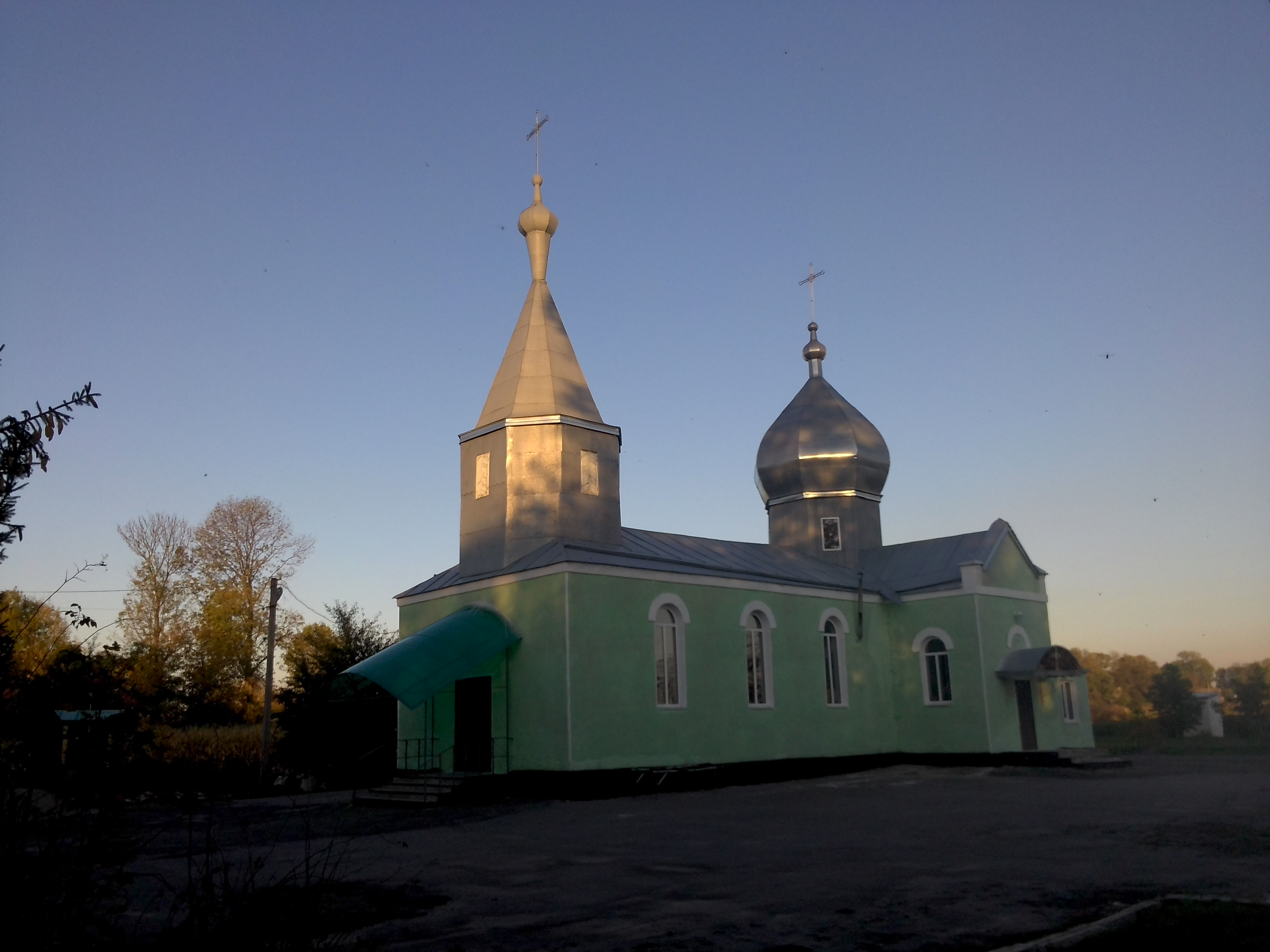
Церква
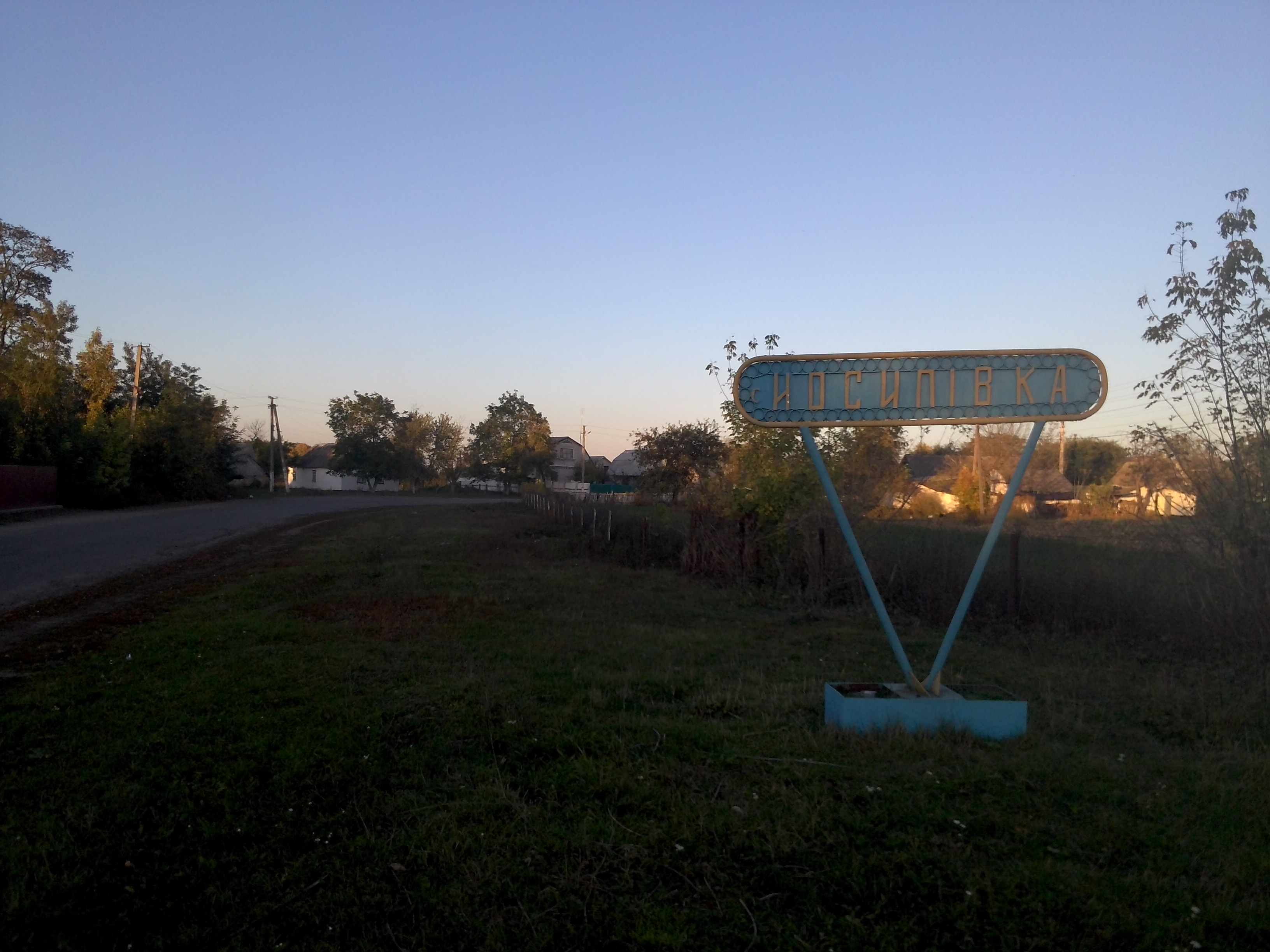
В'їзний знак
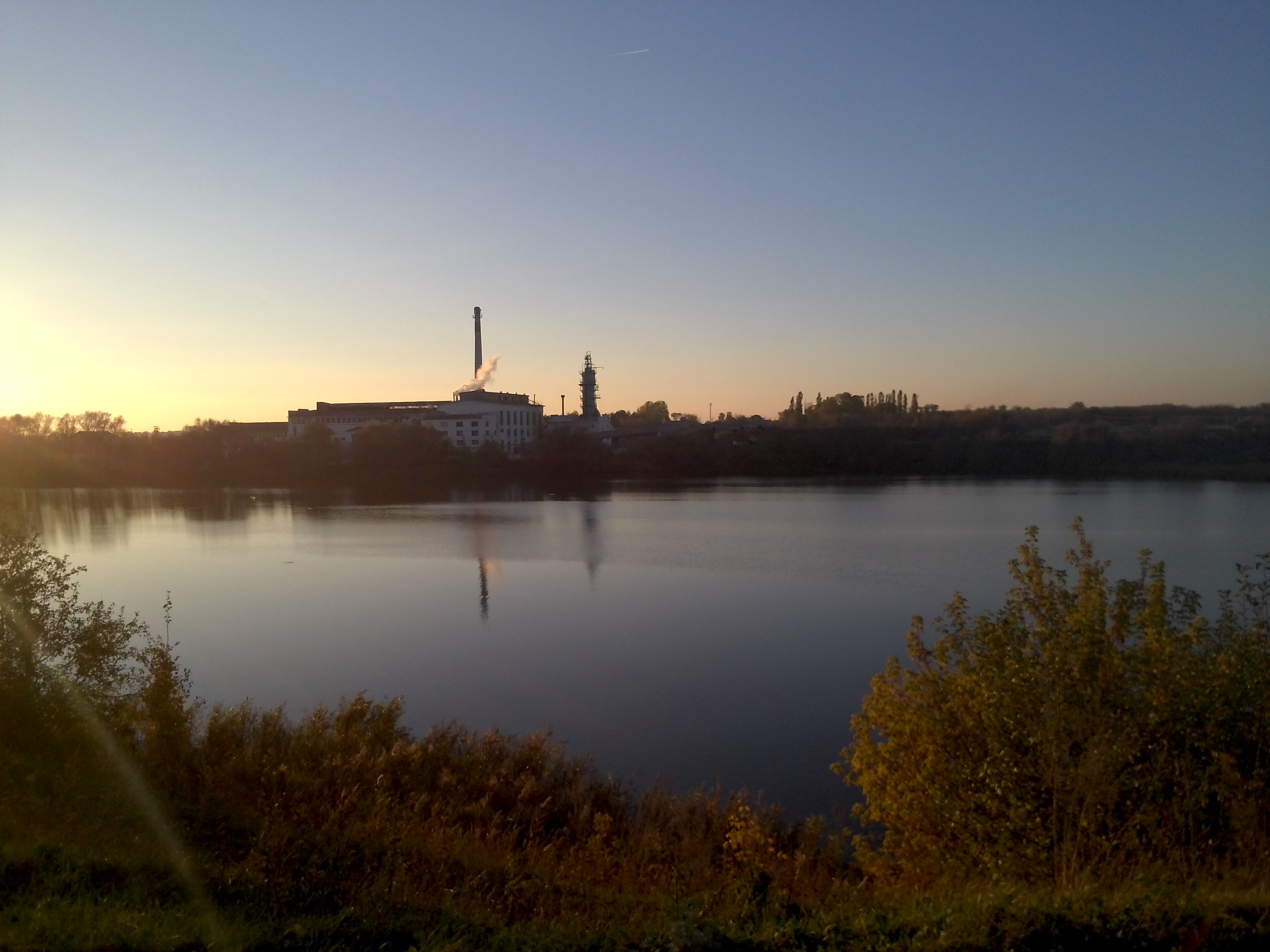
Ставок та цукровий завод
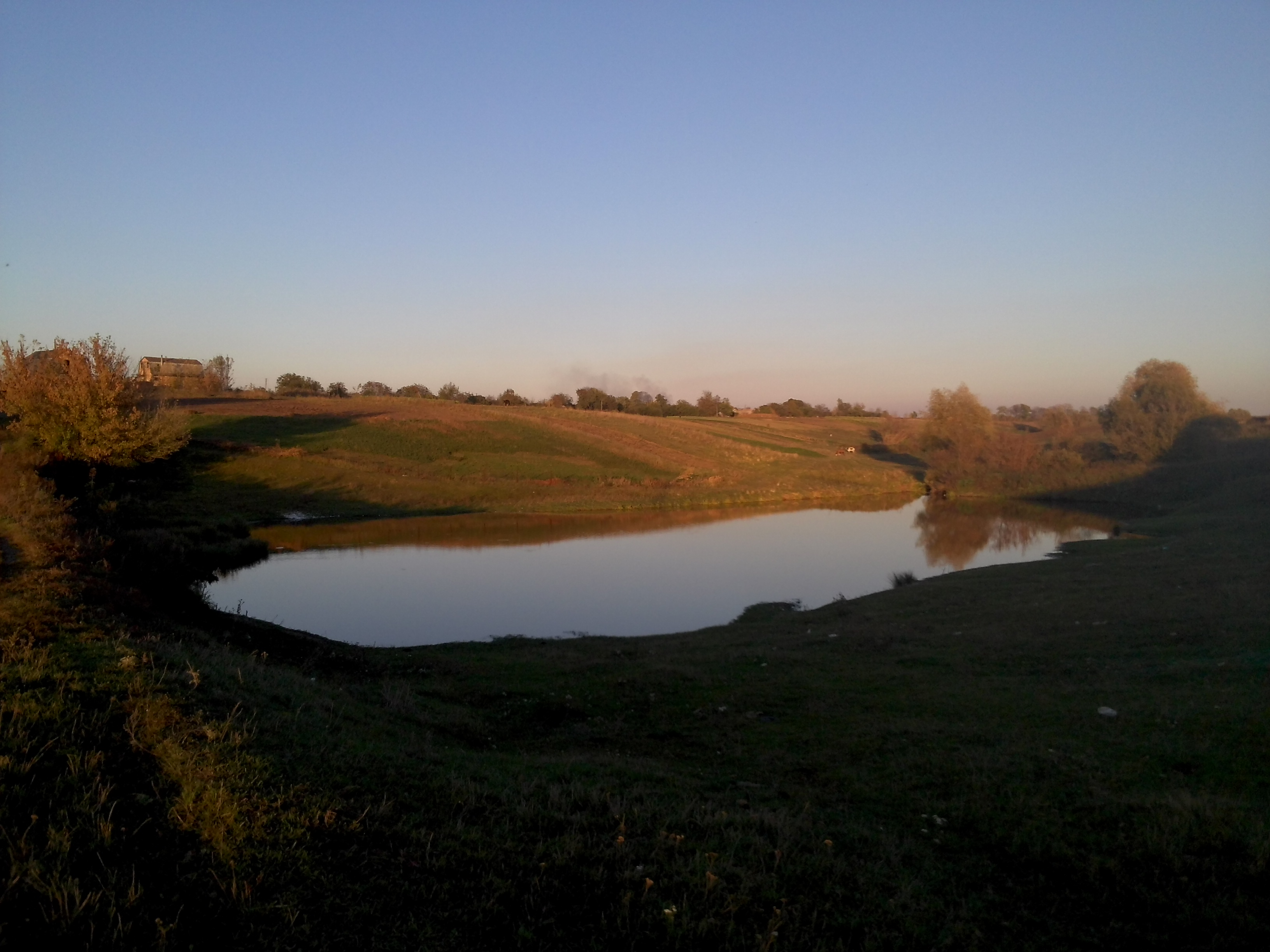
Краєвид на околиці села